# Art du Troisième Reich
L'art du Troisième Reich est l'art approuvé par le gouvernement allemand et produit dans l'Allemagne nazie entre 1933 et 1945.
Ce courant a cherché à s'inspirer de l'art classique grec et romain, dans lequel Adolf Hitler voyait la manifestation extérieure d'un idéal racial intérieur. À la fois héroïque et romantique, il devait, en outre, être compréhensible par l'homme ordinaire. En réponse à la culture de la période de Weimar qu'ils considéraient comme dégénérée, les nazis, se fondant sur une doctrine racialiste, ont développé une esthétique conservatrice et se sont servis de la culture comme d'un moyen de propagande.

## Théorie
Comme l'indique l'historien Henry Grosshans dans son ouvrage Hitler et les artistes, Adolf Hitler, arrivé au pouvoir en 1933 : « considérait l'art grec et romain comme non contaminé par les influences juives. L'art moderne était [perçu par lui comme] un acte de violence esthétique des Juifs contre l'esprit allemand. C'était vrai pour Hitler — écrivait Grosshans — même si seuls Liebermann, Meidner, Freundlich et Marc Chagall, parmi ceux qui ont apporté une contribution significative au mouvement moderniste allemand, étaient juifs. Mais Hitler a pris sur lui la responsabilité de décider qui, en matière de culture, pensait et agissait comme un juif ».
La nature soi-disant « juive » de l'art indéchiffrable, déformé ou représentant un sujet « dépravé » s'explique aux yeux des nazis par le concept de dégénérescence, selon lequel l'art déformé et corrompu est le symptôme d'une race inférieure.
La théorie de l'art dégénéré propagée par les nazis leur permet de justifier aux yeux du public à la fois leur antisémitisme et leur volonté de prendre le contrôle de la culture. Leurs efforts à cet égard ont incontestablement profité d'une certaine hostilité populaire au modernisme qui précède l'avènement du nazisme. L'opinion selon laquelle l'art moderne et les avant-gardes reflétaient la condition et la faillite morale de l'Allemagne était répandue, grâce entre autres à une certaine presse réactionnaire et populiste, selon laquelle de nombreux artistes agissaient de manière à saper ou à contester ouvertement les valeurs et la moralité populaires.

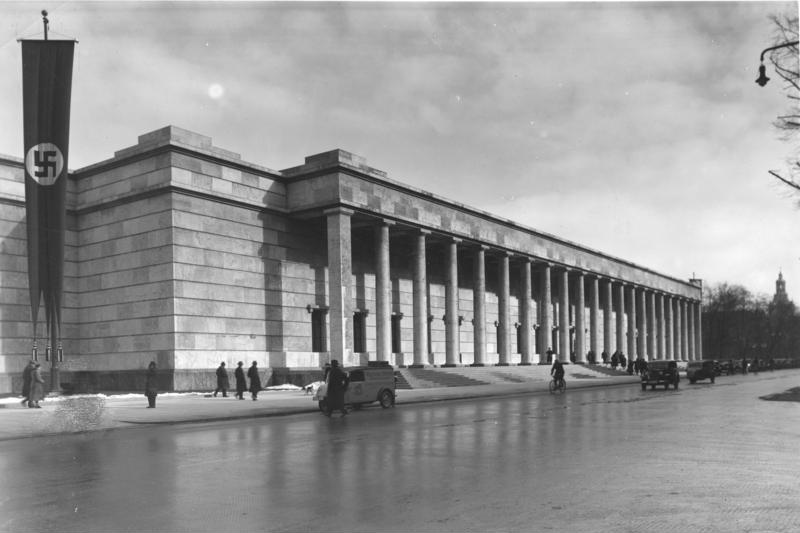
La Haus der Kunst à Munich.

## Contexte historique
Le monde des arts connaît au début du XXe siècle des évolutions considérables. Dans les arts visuels, des innovations telles que le cubisme, le dada et le surréalisme, qui suivent de près le symbolisme, le post-impressionnisme et le fauvisme, ne font pas l'unanimité. La majorité de la population en Allemagne, comme ailleurs, ne se soucie pas du nouvel art que beaucoup ressentent comme élitiste, moralement suspect et trop souvent incompréhensible. Dans les années 1920, l'Allemagne est un centre majeur de l'art d'avant-garde et le berceau de l'expressionnisme en peinture et en sculpture. Les compositions musicales atonales d' Arnold Schönberg et l'œuvre influencée par le jazz de Paul Hindemith et Kurt Weill, Le Cabinet du docteur Caligari de Robert Wiene et Metropolis de Fritz Lang apportent l'expressionnisme au cinéma.

### Création duReichskulturkammer

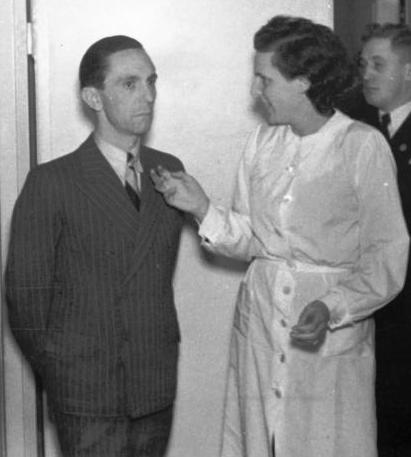
Joseph Goebbels avec la réalisatrice Leni Riefenstahl en 1937.

La Chambre de la culture du Reich (Reichskulturkammer) est créée le 15 novembre 1933 par le gouvernement nazi. Elle a pour mission de réprimer la création artistique libre, de purger les arts allemands de toute influence juive ou moderniste, et de les rendre conformes aux idéaux nazis d'art « aryen » ou « héroïque », car les nazis considèrent le modernisme comme un « art dégénéré ».  La Chambre de la culture du Reich est placée sous l'autorité de Joseph Goebbels.
De juin à novembre 1937, les nazis organisent une exposition à Munich sur l'« art dégénéré ». Elle présente plus de 700 œuvres, sélectionnées parmi les 21 000 peintures, dessins, gravures et sculptures confisqués dans les musées allemands, en les mettant en parallèle avec les productions de malades mentaux afin de stigmatiser l'art du courant moderniste.
Une loi promulguée le 31 mai 1938 par le Troisième Reich prévoit en particulier que les oeuvres d'art dégénéré identifiées par la Reichskulturkammer et saisies dans les musées allemands « peuvent être confisquées sans indemnité en faveur du Reich ».

## Genres artistiques sous le Troisième Reich

### La peinture
L'art du Troisième Reich se caractérise par un style réaliste romantique basé sur des modèles classiques. Tout en interdisant les styles modernes dit « dégénérés », les nationaux socialistes favorisent des peintures qui exaltent, dans un style graphique traditionnel, les valeurs « Blut und Boden » (« de sang et de sol ») de pureté raciale, de militarisme et d'obéissance. L'art nazi célèbre également le Volk (peuple) à l'œuvre dans les champs, le retour aux vertus simples du Heimat (l'amour de la patrie), et les activités féminines de procréation et d'éducation symbolisées par le slogan « Kinder, Küche, Kirche » (« enfants, cuisine, église »).

### L'architecture
Dès 1933, le nouveau régime nazi fait fermer le Bauhaus, une école d'architecture et d'arts appliqués, qui avait été fondée en 1919 et qui avait posé les bases de la réflexion sur l'architecture moderne, notamment du style international. Les nazis revalorisent le travail manuel et rejettent la standardisation préconisée par le mouvement moderne ; mais pour autant, le régime nazi ne rejette pas le fonctionnalisme, toujours utilisé dans l’architecture industrielle. Hitler s’intéresse à l’architecture, il admire le Paris d’Haussmann et son bâtiment préféré est l’opéra Garnier.
Relevant souvent de la propagande monumentale, comme le stade olympique de Berlin destiné aux Jeux de 1936, les œuvres du Troisième Reich sont de style néo-classique et développent aussi souvent l'exaltation de corps « sains », virils et « aryens ».
Quelques réalisations architecturales du régime nazi :
- Welthauptstadt Germania : projet hitlérien de construction d'une capitale monumentale pour le Troisième Reich en lieu et place de Berlin ;
- Reichsparteitagsgelände : gigantesque complexe architectural, situé au sud-est de la ville de Nuremberg, qui a accueilli, de 1933 à 1938, les congrès annuels du NSDAP ;
- Pavillon de l'Allemagne à l'Exposition universelle de 1937 : à l'Exposition universelle de 1937 à Paris, il était placé juste en face du pavillon soviétique et était logé dans un très haut parallélépipède de marbre blanc, surmonté d'un grand aigle et d'une croix gammée, symboles du nazisme ;
- Parc et stade olympique de Berlin.

## Artistes sous le Troisième Reich

### Peintres
- Heinrich Knirr (1862-1944)
- Ludwig Dettmann (1865-1944)
- Thomas Baumgartner (1892-1962)
- Fritz Erler (1868-1940)
- Sepp Hilz (1906-1967)
- Walther Hoeck (1885-1956)
- Conrad Hommel (1883-1971)
- Trude Hoppe-Arendt
- Julius Paul Junghanns (1876-1953)
- Hubert Lanzinger (1880-1950), peintre de Der Bannerträger (Le Porte-étendard)[12],[13]
- Georg Lebrecht
- Ernst Liebermann (1869-1960)
- Oskar Martin-Amorbach (1897-1987)
- Paul Mathias Padua (1903-1981)
- Gisbert Palmié (1897-1986)
- Werner Peiner (1897-1984)
- Ivo Saliger (1894-1987)
- Léopold Schmutzler (1864-1940)
- Georg Sluyterman von Langeweyde (1903-1978)
- Edmund Steppes (1873-1968)
- Karl Truppe (1887-1952)
- Udo Wendel
- Wolfgang Willrich (1897-1948)
- Adolf Wissel (1894-1973)
- Adolf Ziegler (1892-1959), Les Quatre éléments (1937, triptyque)

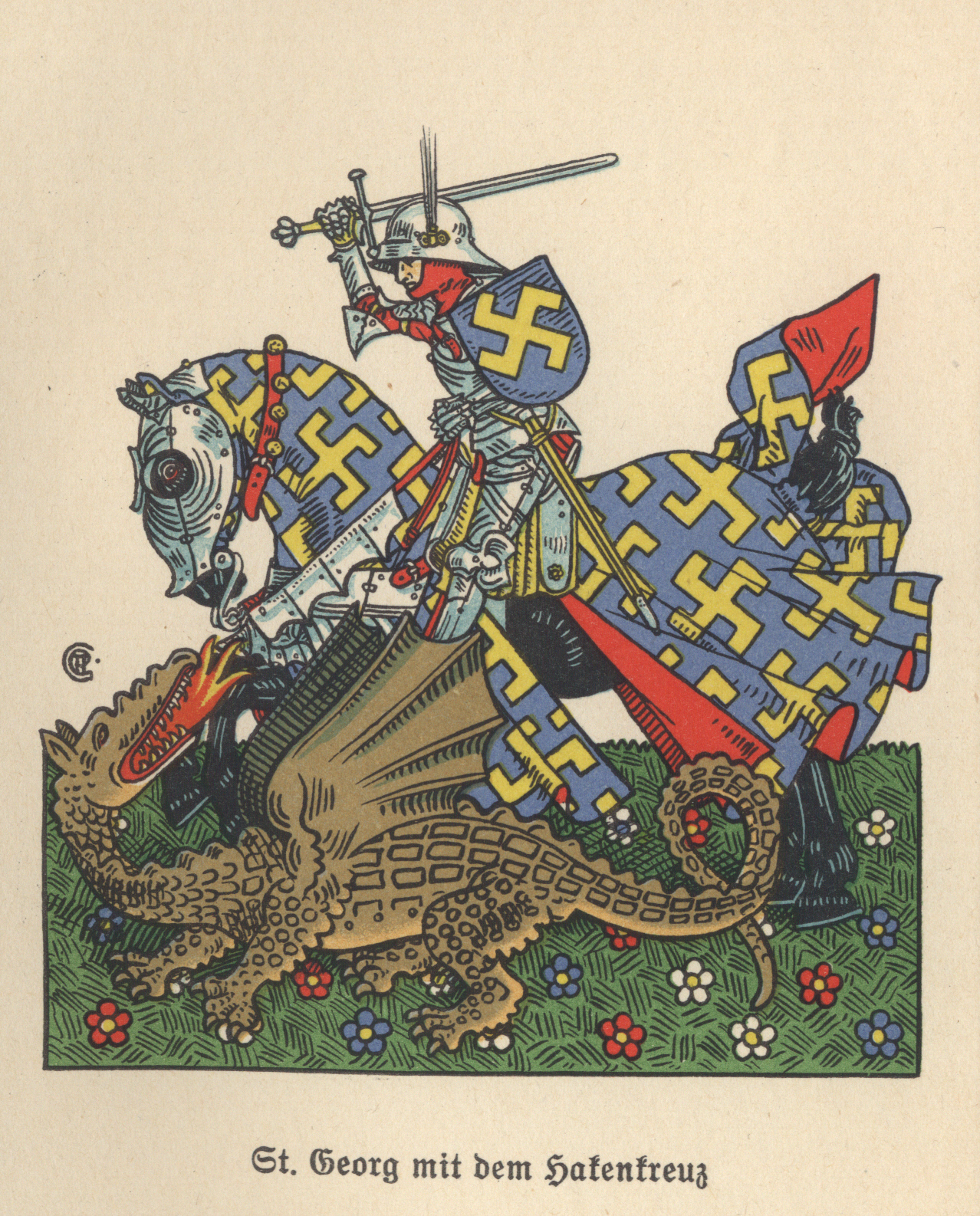
Gustav Adolf Closs, Saint George et le dragon (1937), illustration d'une page de garde d'un livre sur l'héraldique.
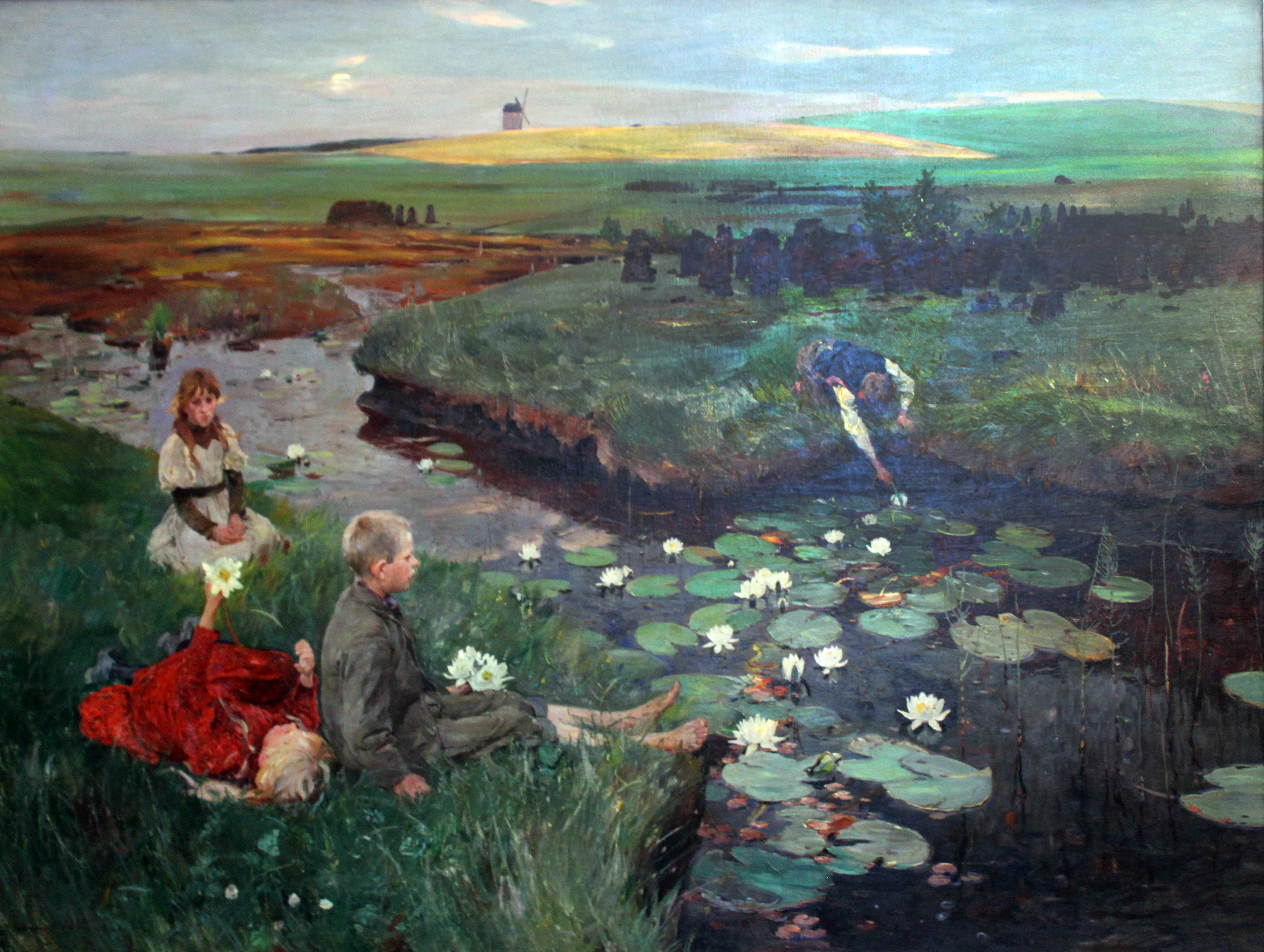
Ludwig Dettmann, Près des nénuphars dans le marais (1897), Flensbourg, Museumsberg Flensburg (de). Œuvre figurant dans la liste des dons de Dieu.

### Théâtre
Le théâtre est sous le Troisième Reich un moyen de propagande, les pièces étant conçues et réalisées pour que le spectateur agisse en continuité de l’œuvre qu'il venait de voir. Souvent assez simples a comprendre, elles véhiculaient l'idéologie nazie et antisémite.

### Sculpteurs
- Adolf Ziegler (1892-1959)
- Karl Albiker
- Arno Breker (1900-1991)
- Fritz Klimsch
- Fritz Koelle
- Georg Kolbe
- Ferdinand Liebermann
- Willy Meller
- Richard Scheibe
- Walter Lab
- Adolf Wamper
- Josef Thorak
- Franz Nagy
- Karl Diebitsch
- Theodor Karner

### Musiciens
- Werner Egk
- Hans Pfitzner
- Carl Orff
- Richard Strauss

### Architectes
- Hermann Bartels
- Peter Behrens
- German Bestelmeyer
- Paul Bonatz
- Woldemar Brinkmann
- Walter Brugmann
- Richard Ermisch
- Roderich Fick
- Theodor Fischer
- Leonhard Gall
- Hermann Giesler
- Wilhelm Grebe
- Johann Friedrich Höger
- Eugen Hönig
- Clemens Klotz
- Wilhelm Kreis
- Werner March
- Konrad Nonn
- Alfred Rosenberg
- Ludwig Ruff
- Franz Ruff
- Ernst Sagebiel
- Paul Schmitthenner
- Julius Schulte-Frohlinde
- Paul Schultze-Naumburg
- Alexander von Senger
- Albert Speer
- Fritz Todt
- Paul Ludwig Troost
- Rudolf Wolters

### Écrivains
- Heinrich Spoerl, auteur le plus vendu sous le nazisme[15].
- Hans-Friedrich Blunck
- Josefa Berens-Totenohl
- Friedrich Jaksch
- Edwin Erich Dwinger
- Paul Coelestin Ettighoffer
- Werner Jansen
- Karl Aloys Schenzinger
- Kuni Tremel-Eggert
- Hans Zöberlein
- Adolf Hitler (Mein Kampf)
- Richard Euringer
- Hans Fuchs
- Theodor Jakobs
- Herybert Menzel
- Ferdinand Oppenberg
- Heinz Steguweit
- Hermann Claudius
- Eugen Diesel
- Friedrich Griese
- Friedrich Georg Jünger
- Gustav Steinbömer (Gustav Hillard)
- Ludwig Tügel
- Josef Magnus Wehner
- August Winnig
- Werner Bergengruen[16]
- Ernst Jünger
- Max Barthel (poète)
- Karl Broger (poète)
- Heinrich Lersch (poète)
- Hermann Eris Busse
- Paul Ernst
- Kurt Faber
- Robert Hohlbaum
- Mirko Jelusich
- Hanns Johst
- John Knittel
- Ernst Moritz Mungenast
- Wilhelm Pleyer
- Colin Ross
- Georg Schmückle
- Hans Watzlik
- Erwin Wittstock
- Stefan Andres[17]
- Edgar Maass
- August Scholtis

### Acteurs
- Emil Jannings (1884–1950), le plus célèbre acteur allemand[18]
- Heinrich George (1893-1946)
- Werner Krauss (1884-1959)
- Gustaf Gründgens (1899-1963)
- Olga Tchekhova
- Marianne Hoppe (Frau Grundgens)
- Maria Andergast
- Lil Dagover
- Käthe Dorsch
- Lucie Englisch
- Käthe Haack
- Karin Hardt
- Lilian Harvey
- Hilde Hildebrand
- Brigitte Horney
- Jenny Jugo
- Hilde Körber
- Irene von Meyendorff
- Renate Müller
- Käthe von Nagy
- Anny Ondra
- Leni Riefenstahl
- Marika Rökk
- Sybille Schmitz
- Magda Schneider
- Gisela Uhlen
- Luise Ullrich
- Paula Wessely
- Kirsten Heiberg
- Zarah Leander
- Kristina Söderbaum
- Lída Baarová

### Créateurs et penseurs indépendants interdits sous le Troisième Reich

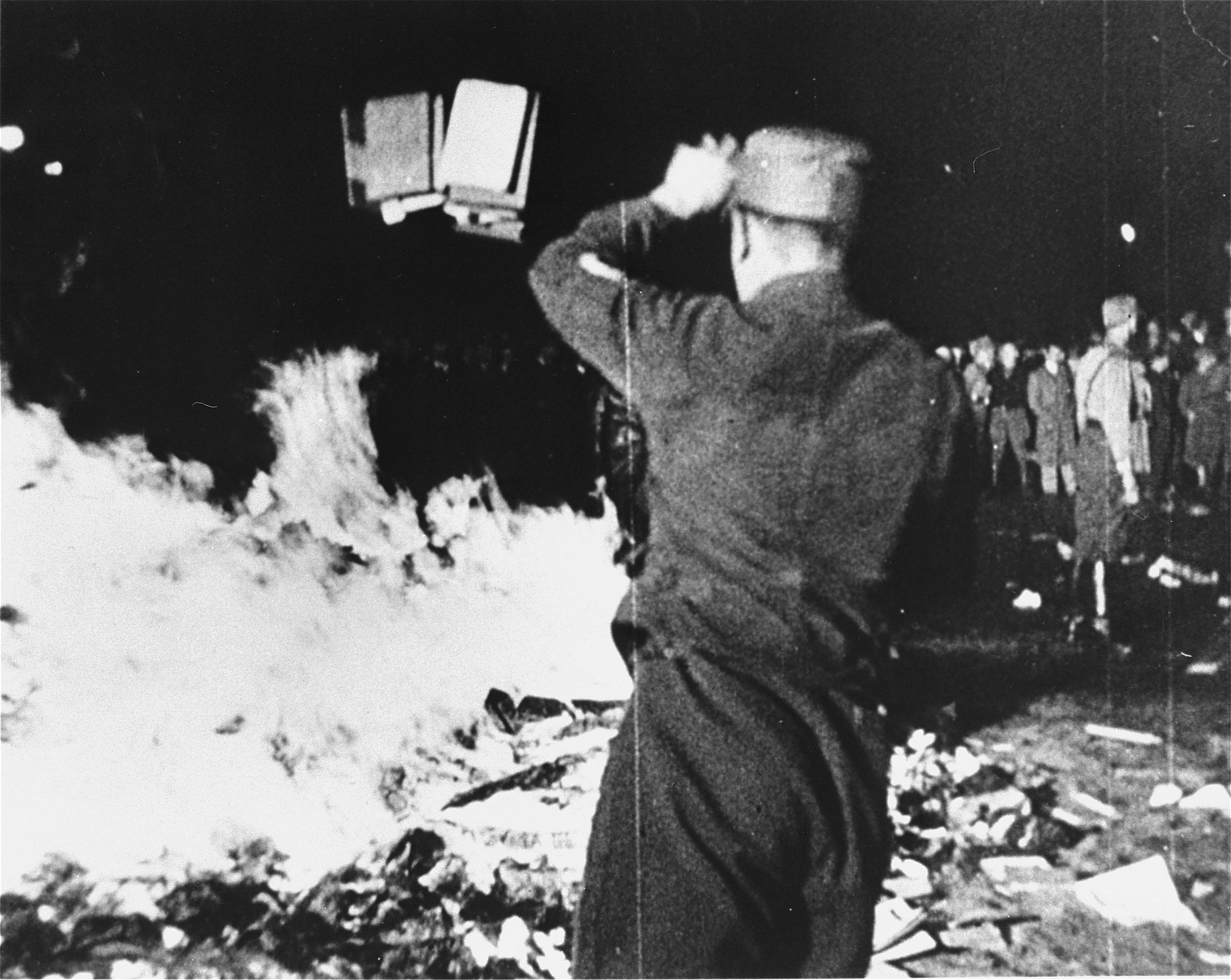
En 1933, des nazis ont brûlé des œuvres d'auteurs juifs et d'autres œuvres considérées comme « non allemandes » à la bibliothèque de l'Institut de sexologie de Berlin.

Personnalités interdites en Europe occupée par l'Allemagne et/ou vivant en exil : 
Peintres
- Max Beckmann
- Oskar Kokoschka
- Kurt Schwitters

Sculpteurs
- Ernst Barlach

Musiciens
- Paul Hindemith
- Otto Klemperer
- Hanns Jelinek
- Ernst Toch
- Arnold Schönberg
- Richard Tauber
- Hanns Eisler (compositeur)
- Friedrich Hollander (compositeur)
- Kurt Weill (compositeur)
- Franz Waxman (compositeur)
- Karol Rathaus (compositeur)
- Mischa Spoliansky (compositeur)

Architectes
- Walter Gropius (fondateur du Bauhaus )
- Ludwig Mies van der Rohe
- Marcel Breuer

Écrivains
- Szymon Askenazy
- Bertolt Brecht
- Hanns Heinz Ewers
- Bruno Frank
- Walter Hasenclever
- Bruno Jasieński
- Janusz Korczak
- Heinrich Mann
- Leo Perutz
- Erich Maria Remarque
- Adolf Rudnicki
- Moses Schorr
- Antoni Słonimski
- Julian Tuwim
- Jakob Wassermann
- Bruno Winawer
- Józef Wittlin
- Stefan Zweig

Acteurs, réalisateurs et producteurs de cinéma
- Fritz Sternberg, réalisateur
- Leo Reuss
- Henry Koster
- Fritz Lang, réalisateur
- Joe May
- Hanns Schwarz
- Ernst Lubitsch
- Karl Freund
- William Dieterle
- Wilhelm Thiele
- Ewald André Dupont
- Curtis Bernhardt
- Berthold Viertel
- Robert Wiene
- Georg Wilhelm Pabst
- Max Ophüls
- Leontine Sagan
- Richard Oswald
- Marlene Dietrich
- Fritz Kortner
- Mady Christians
- Brigitte Helm, coupable de « souillure raciale » après 1933[19]
- Elisabeth Bergner
- Erich Pommer, l'un des trois premiers producteurs allemands prénazis[20]
- Max Schach, l'un des trois premiers producteurs allemands prénazis
- Seymour Nebenzal, l'un des trois premiers producteurs prénazis
- Reinhold Schünzel
- Frank Wisbar
- Detlef Sierck
- Fritz van Dongen

Psychologues
- Max Wertheimer
- William Stern
- Sigmund Freud
- Wilhelm Reich

Philosophes et théologiens
- Paul Tillich
- Ernst Bloch
- Theodor Adorno
- Ernst Cassirer
- Kurt Goldstein
- Erich Fromm
- Ernst Lohmeyer